# Bezirke Tokios
Die 23 Bezirke Tokios (japanisch 東京23区 Tōkyō nijūsan-ku) sind 23 Gemeinden auf dem Gebiet der 1943 aufgelösten Stadt Tokio. Als 特別区 tokubetsuku, wörtlich: ‚Sonder-‘ oder ‚Spezial-Bezirke‘, (englisch special wards oder cities) haben sie einen Sonderstatus als Gebietskörperschaften, deren übergeordnete Verwaltungseinheit direkt die Präfektur Tokio ist. Hervorgegangen sind die Bezirke 1947 aus den ehemaligen Stadtbezirken der Stadt Tokio. Erst seit dem Jahr 2000 haben sie den formalen Status von Kommunen, sie überlassen aber weiterhin einige kommunale Aufgaben der Präfektur. Diese Verwaltungsstruktur ist in Japan bisher einmalig und existiert nur in Tokio; in der Präfektur Osaka existieren Pläne, die Städte Osaka und Sakai wie Tokio aufzulösen und die Stadtgebiete in Sonderbezirke der Präfektur Osaka zu gliedern. Nach einem 2012 verabschiedeten Gesetz steht eine solche Option nun acht Großstädten bzw. Doppelstädten und ihren umliegenden Gemeinden offen: Neben Osaka-Sakai sind dies Sapporo in Hokkaidō, Saitama in der Präfektur Saitama, Chiba in der Präfektur Chiba, Yokohama-Kawasaki in der Präfektur Kanagawa, Nagoya in der Präfektur Aichi, Kyōto in der Präfektur Kyōto und Kōbe in der Präfektur Hyōgo.
Im Japanischen werden die Bezirke Tokios oft nur nijūsanku (23区 ‚23 Bezirke‘), genannt. Für die Gesamtheit der 23 Bezirke werden auch die Bezeichnungen Tokio, Tōkyō-to kubu (東京都区部, etwa ‚Bereich der Bezirke der Präfektur Tokio‘) und ‚ehemalige Stadt Tokio‘ (旧東京市 kyū-Tōkyō-shi) verwendet. Offiziell bezeichnen sich die Bezirke auf Englisch heute als City (z. B. Shinjuku City, Shibuya City), die Präfekturverwaltung verwendet weiterhin die Übersetzung Special Ward.

## Verwaltung
Die einzelnen Bezirke sind autonom und besitzen jeweils eine eigene Verwaltung und einen eigenen gewählten Bürgermeister (区長 kuchō). Gleichzeitig müssen sie allerdings auch nahtlos zusammenarbeiten und als eine große städtische Einheit in Tokio funktionieren. So werden bestimmte öffentliche Einrichtungen – wie zum Beispiel die Wasserversorgung, Abwasser sowie die Feuerwehr – von der Präfektur verwaltet und nicht vom jeweiligen Bezirk.
Um diese gemeinsamen öffentlichen Dienste für die 23 Bezirke zu finanzieren, zieht die Präfektur einige der Steuern ein, die normalerweise eine Stadtverwaltung erheben würde. Außerdem werden Transferzahlungen an Bezirke, die ihre Verwaltung nicht selbst finanzieren können, geleistet.

## Geschichte
Nach der Meiji-Restauration und der Einrichtung der Präfektur Edo/Tokio wurde das spätere Stadtgebiet von Tokio 1871 in mehrere Dutzend „große und kleine Bezirke“ eingeteilt. 1878 entstanden bei der Einführung von Landkreisen und kreisangehörigen Gemeinden daraus 15 Bezirke mit einem ernannten Bezirksbürgermeister, ab 1880 mit gewählten Bezirksversammlungen. Diese Bezirke wurden 1889 bei der Einrichtung der Stadt Tokio deren Stadtbezirke. 1932 wurden viele Vororte Tokios eingemeindet, wobei 20 neue Stadtbezirke entstanden. Bis 1943 waren die Bezirke von Tokio damit nicht anders als die Stadtbezirke von Osaka und Kyōto.
Im Pazifikkrieg eliminierte die Regierung 1943 die lokale Selbstverwaltung (Rat und Bürgermeister) der Stadt Tokio, indem die Stadtverwaltung aufgelöst und die Bezirke nun unmittelbar der vom Innenministerium bestellten Präfekturverwaltung und dem von der Zentralregierung ernannten Gouverneur unterstellt wurden. Das – neben den Tokiotern auch von den anderen Einwohnern der Präfektur bestimmte – Präfekturparlament verblieb als gewählte Institution, verfügte aber im Kaiserreich nur über begrenzten Einfluss und konnte vom Innenminister jederzeit aufgelöst werden.
In der Besatzungszeit wurde die Präfekturverwaltung 1947 demokratisiert, die Stadt Tokio aber nicht wiederhergestellt. Stattdessen erhielten die Bezirke als „Sonderbezirke“ eine Organisationsform auf kommunaler Ebene, wurden später aber nicht als Gemeinden im Sinne der Verfassung von 1947 anerkannt. Die Zahl der Bezirke wurde gleichzeitig durch Zusammenlegungen von 35 auf 23 gesenkt. Das Recht, eigene Bürgermeister direkt zu wählen, wurde den Bezirken zu Beginn der Besatzungszeit nach Anordnungen der Besatzungsverwaltung vom nationalen Parlament gewährt, aber 1952 entzogen. Danach wurden die Bezirksbürgermeister auf Vorschlag der Bezirksparlamente vom Gouverneur ernannt. Der Oberste Gerichtshof bestätigte 1963 in einer Entscheidung, dass die Sonderbezirke keine Gebietskörperschaften waren und folglich auch kein Recht auf direkt gewählte Bürgermeister im Sinne des Gesetzes über lokale Selbstverwaltung hatten. Erst 1975 (verabschiedet 1974) wurde ihnen dieses Recht durch das nationale Parlament erneut gewährt.
In einer weiteren Reform im Jahr 2000 (verabschiedet 1998) bestimmte das nationale Parlament die Bezirke zu kommunalen Gebietskörperschaften. Seitdem bezeichnen sich die Bezirke auf Englisch offiziell cities ‚Stadt‘ anstelle von ward ‚Bezirk‘, obwohl die japanische Bezeichnung tokubetsuku ‚Spezialbezirk‘ unverändert ist. Gleichzeitig übernahmen sie wieder einige öffentliche Aufgaben von der Präfektur, wie z. B. die Abfallentsorgung. Die Präfektur behält aber weiterhin einige Kommunalsteuern und einige kommunale Aufgaben.

## Geographie
Die Bezirke unterscheiden sich sehr stark in ihrer Größe (von 10 bis 60 km²) und Einwohnerzahl (von 67.000 bis 940.000). Setagaya hat dabei die meisten Einwohner während Nachbarbezirk Ōta die größte Fläche hat.
Die Gesamtbevölkerung der 23 Bezirke beträgt 9.640.742 Einwohner (Stand: 1. März 2021) und somit etwa zwei Drittel der Bevölkerung der Präfektur Tokio und ungefähr ein Viertel der Bevölkerung des Großraums Tokio (siehe Tokio). Die 23 Bezirke zusammen haben eine Bevölkerungsdichte von 15.500 Einwohnern pro km².

## Liste der Bezirke
| Code mit Prüfziffer                                | Name                                                                              | Name                                               | Fläche (in km²) | Bevölkerung  | Bevölkerungs- dichte (Ew./km²)2 | Stadtteile (Auswahl) |                                                                                               |
| Code mit Prüfziffer                                | lateinisch                                                                        | japanisch                                          | 1. Januar 2023  | 1. März 2021 | 1. Oktober 2015                 |                      |                                                                                               |
| -------------------------------------------------- | --------------------------------------------------------------------------------- | -------------------------------------------------- | --------------- | ------------ | ------------------------------- | -------------------- | --------------------------------------------------------------------------------------------- |
| 13101-6                                            | Chiyoda-ku                                                                        | 千代田区                                           | 11,66           | 67.036       | 58.406                          | 5417,2               | Nagatachō, Kasumigaseki, Ōtemachi, Marunouchi, Akihabara [ugs.], Yūrakuchō, Iidabashi (Liste) |
| 13102-4                                            | Chūō-ku                                                                           | 中央区                                             | 10,21           | 169.995      | 141.183                         | 15.758,0             | Ginza, Nihombashi, Kachidoki, Tsukiji (Liste)                                                 |
| 13103-2                                            | Minato-ku                                                                         | 港区                                               | 20,37           | 258.105      | 243.283                         | 12.587,9             | Odaiba, Shimbashi, Roppongi, Toranomon, Aoyama, Azabu, Hamamatsuchō, Tamachi (Liste)          |
| 13104-1                                            | Shinjuku-ku                                                                       | 新宿区                                             | 18,22           | 346.115      | 333.560                         | 19.042,7             | Shinjuku, Nishi-Shinjuku, Kabukichō, Ōkubo, Takadanobaba, Kagurazaka, Ichigaya (Liste)        |
| 13105-9                                            | Bunkyō-ku                                                                         | 文京区                                             | 11,29           | 235.981      | 219.724                         | 20.388,3             | Hongō, Yayoi, Hakusan (Liste)                                                                 |
| 13106-7                                            | Taitō-ku                                                                          | 台東区                                             | 10,11           | 210.528      | 198.073                         | 20.342,1             | Ueno, Asakusa, Akihabara [als Stadtteil] (Liste)                                              |
| 13107-5                                            | Sumida-ku                                                                         | 墨田区                                             | 13,77           | 270.823      | 256.274                         | 19.361,3             | Kinshichō (Liste)                                                                             |
| 13108-3                                            | Kōtō-ku                                                                           | 江東区                                             | 43,01           | 523.117      | 498.109                         | 12.824,4             | Kiba, Ariake, Kameido, Tōyō (Liste)                                                           |
| 13109-1                                            | Shinagawa-ku                                                                      | 品川区                                             | 22,84           | 415.729      | 386.855                         | 17.659,3             | Shinagawa, Ōimachi, Gotanda                                                                   |
| 13110-5                                            | Meguro-ku                                                                         | 目黒区                                             | 14,67           | 286.905      | 277.622                         | 19.434,9             | Meguro, Nakameguro, Jiyūgaoka                                                                 |
| 13111-3                                            | Ōta-ku                                                                            | 大田区                                             | 61,86           | 737.187      | 717.082                         | 12.072,7             | Ōmori, Kamata, Haneda (Liste)                                                                 |
| 13112-1                                            | Setagaya-ku                                                                       | 世田谷区                                           | 58,05           | 940.509      | 903.346                         | 16.011,2             | Setagaya, Sangenjaya, Shimokitazawa, Tamagawa (Liste)                                         |
| 13113-0                                            | Shibuya-ku                                                                        | 渋谷区                                             | 15,11           | 235.193      | 224.533                         | 15.334,2             | Shibuya, Harajuku, Yoyogi, Ebisu, Hiroo (Liste)                                               |
| 13114-8                                            | Nakano-ku                                                                         | 中野区                                             | 15,59           | 341.014      | 328.215                         | 21.685,0             | Nakano                                                                                        |
| 13115-6                                            | Suginami-ku                                                                       | 杉並区                                             | 34,06           | 583.609      | 563.997                         | 17.025,2             | Kōenji, Ogikubo, Asagaya                                                                      |
| 13116-4                                            | Toshima-ku                                                                        | 豊島区                                             | 13,01           | 297.954      | 291.167                         | 23.072,9             | Ikebukuro, Senkawa, Komagome                                                                  |
| 13117-2                                            | Kita-ku                                                                           | 北区                                               | 20,61           | 353.058      | 341.076                         | 17.062,7             | Akabane, Ōji, Tabata                                                                          |
| 13118-1                                            | Arakawa-ku                                                                        | 荒川区                                             | 10,16           | 217.891      | 212.264                         | 21.384,4             | Nippori, Arakawa, Minamisenju                                                                 |
| 13119-9                                            | Itabashi-ku                                                                       | 板橋区                                             | 32,22           | 581.337      | 561.916                         | 17.943,1             | Itabashi, Takashimadaira                                                                      |
| 13120-2                                            | Nerima-ku                                                                         | 練馬区                                             | 48,08           | 742.463      | 721.722                         | 15.291,4             | Nerima, Ōizumi, Hikarigaoka                                                                   |
| 13121-1                                            | Adachi-ku                                                                         | 足立区                                             | 53,25           | 682.326      | 670.122                         | 12.775,0             | Kitasenju, Takenotsuka                                                                        |
| 13122-9                                            | Katsushika-ku                                                                     | 葛飾区                                             | 34,80           | 453.410      | 442.913                         | 13.010,4             | Tateishi, Aoto, Shin-Koiwa                                                                    |
| 13123-7                                            | Edogawa-ku                                                                        | 江戸川区                                           | 49,90           | 690.457      | 681.298                         | 13.900,1             | Kasai, Koiwa, Chūō                                                                            |
| nicht zugeordnet (Arakawa-Mündung, Neulandgebiete) | nicht zugeordnet (Arakawa-Mündung, Neulandgebiete)                                | nicht zugeordnet (Arakawa-Mündung, Neulandgebiete) | 4,68            |              |                                 |                      |                                                                                               |
| 13100-8                                            | tokubetsu-ku („Sonderbezirke“)/ Tōkyō-to kubu („Bezirksteil der Präfektur Tokio“) | 特別区/ 東京都区部                                 | 627,53          | 9.640.742    | 9.272.740                       | 15.226,9             |                                                                                               |

Shinjuku
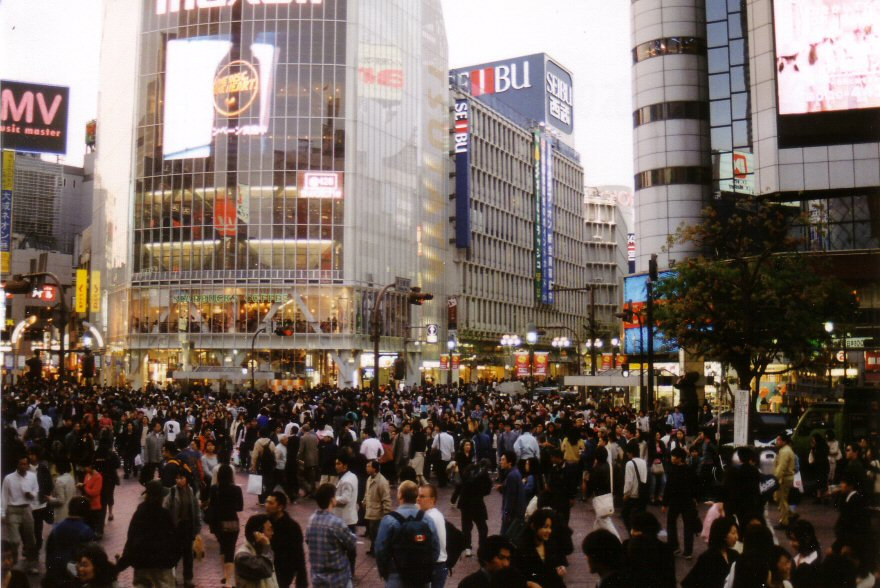
Shibuya
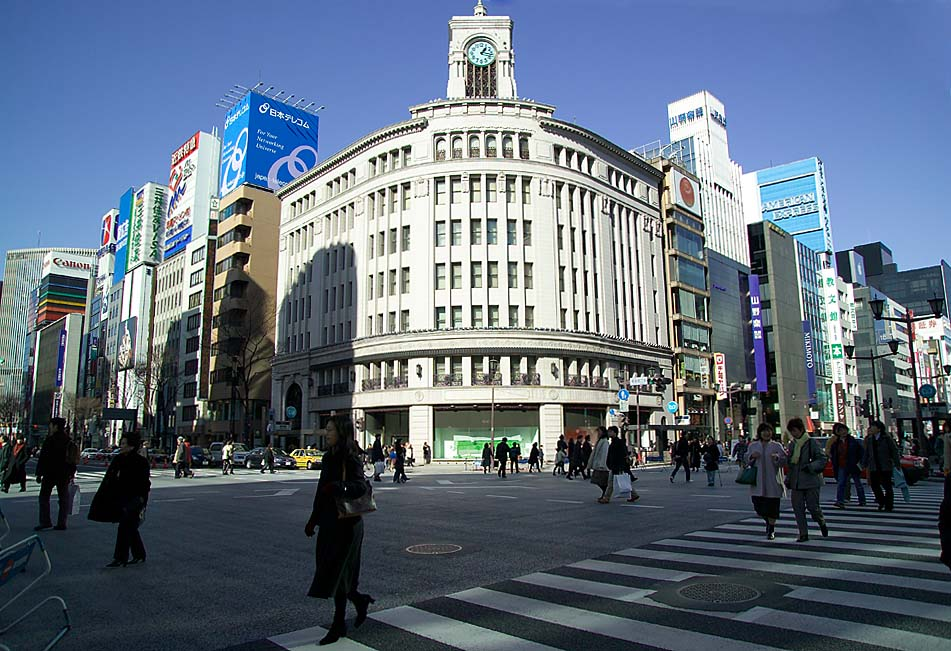
Ginza, Chūō
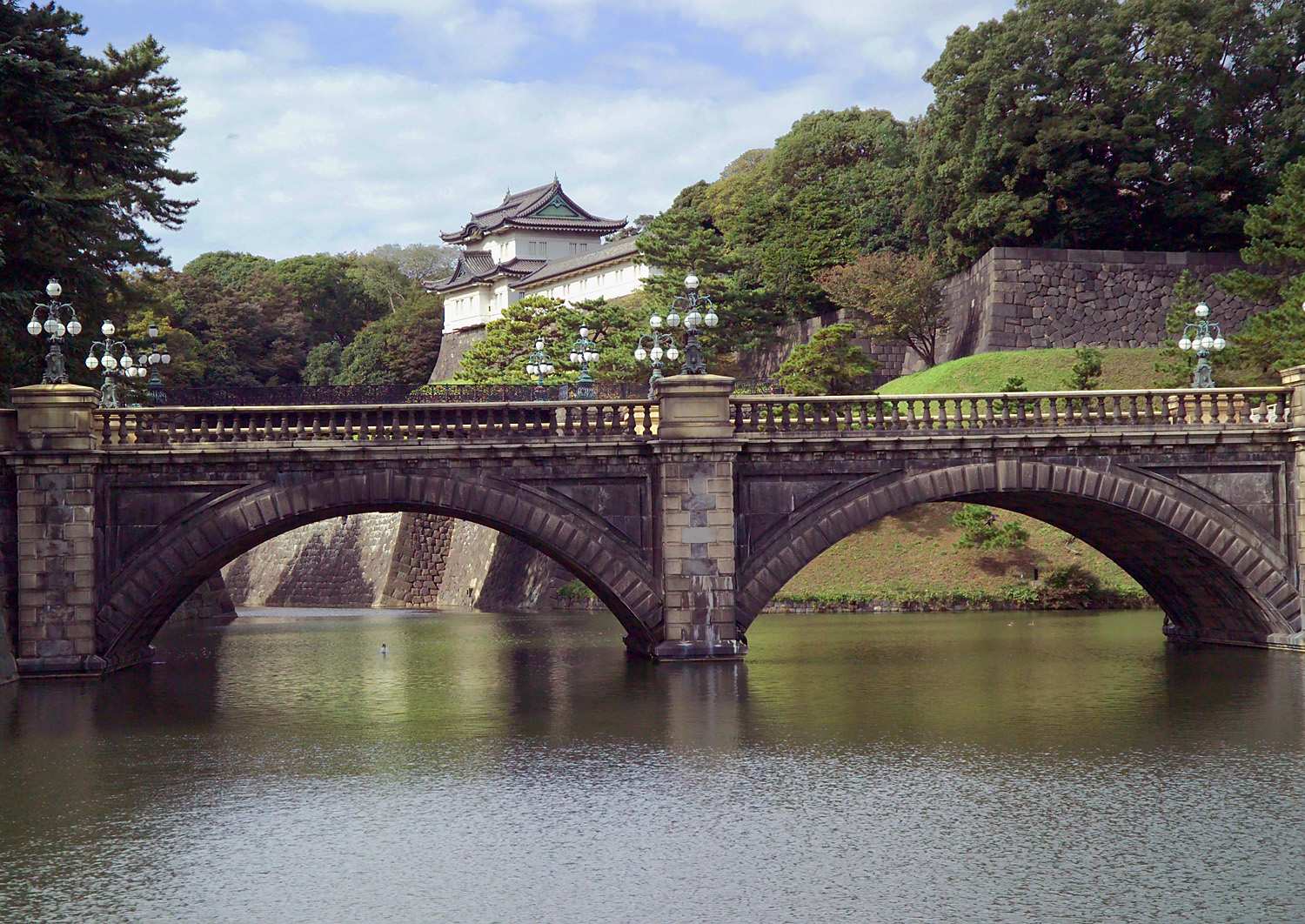
Kaiserpalast, Chiyoda
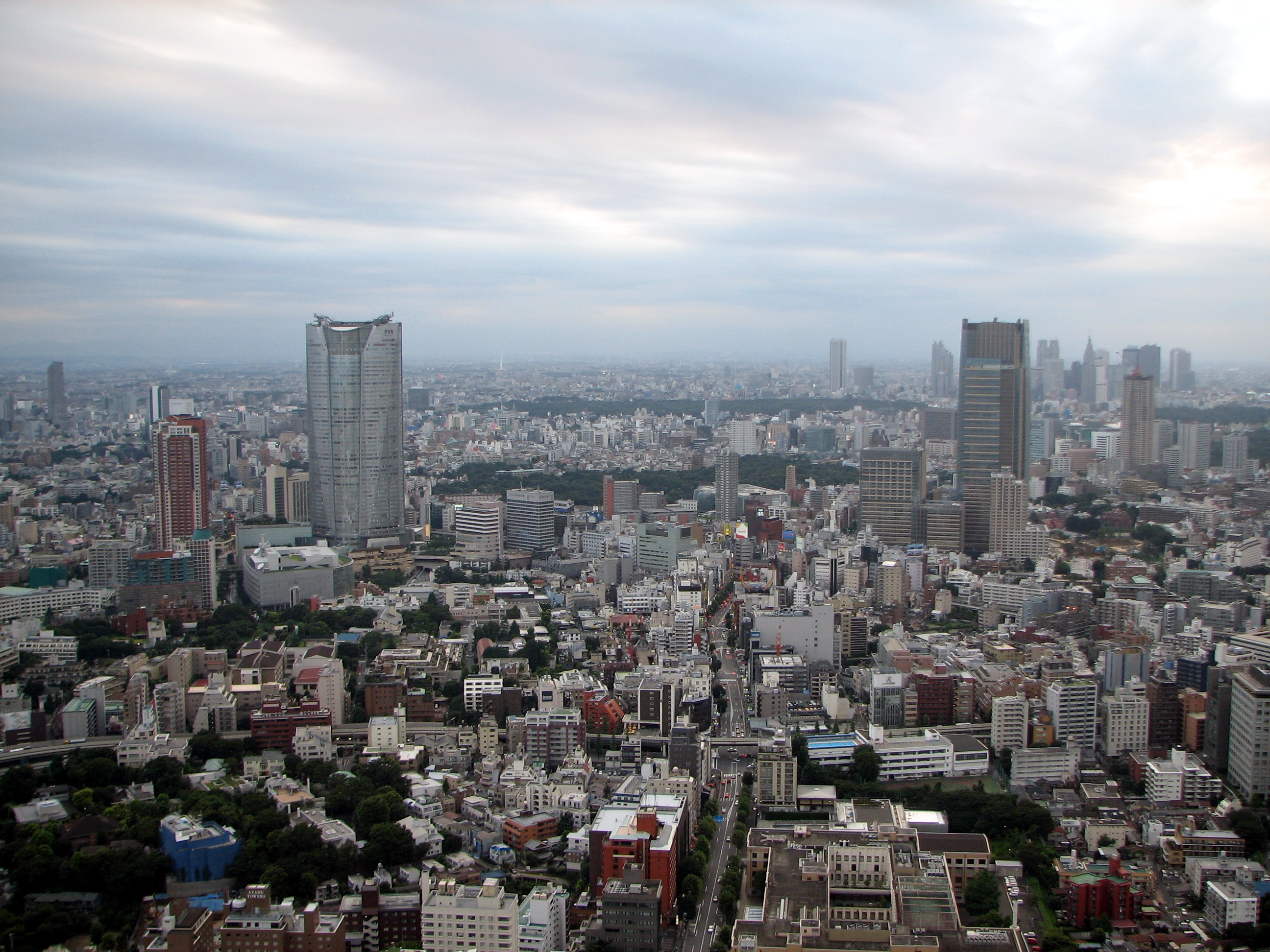
Roppongi, Minato
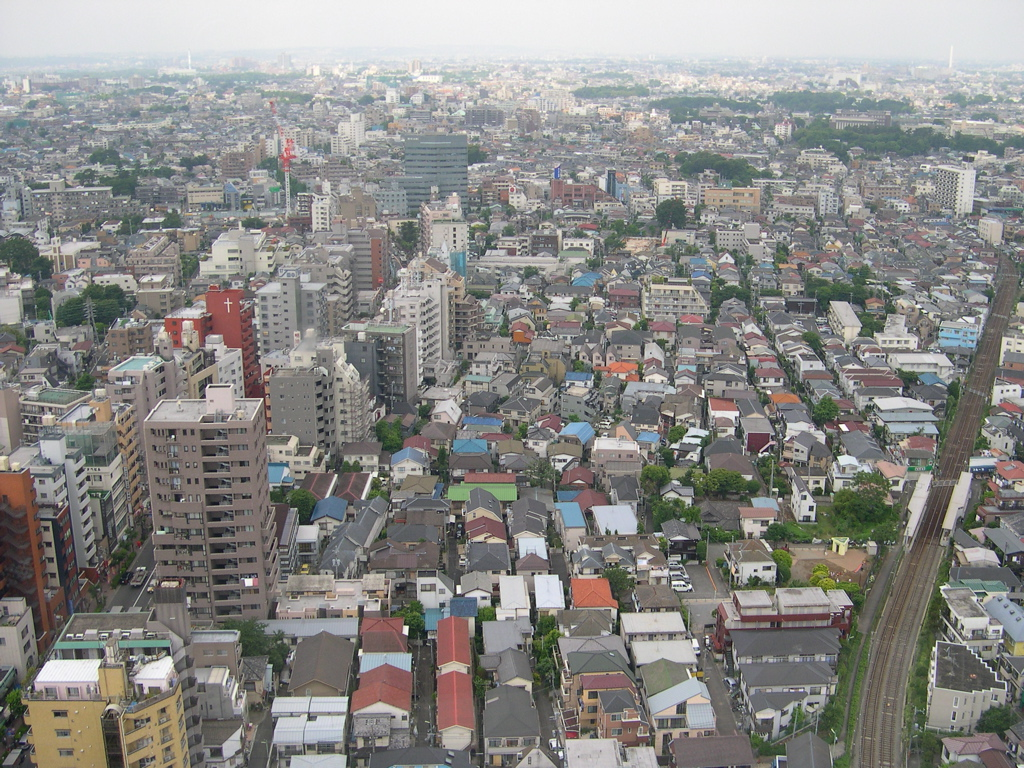
Setagaya